# نیروی اول تفنگداران دریایی اعزامی
نیروی اول تفنگداران دریایی اعزامی (انگلیسی: I Marine Expeditionary Force) یک نیروی ویژه هوایی-زمینی تفنگداران دریایی از سپاه تفنگداران دریایی ایالات متحده آمریکا است، که تحت امر نیروهای سپاه تفنگداران دریایی اقیانوس آرام فعالیت می‌کند و از لشکر اول تفنگداران دریایی، بال سوم هواگرد تفنگداران دریایی و گروه اول لجستیک تفنگداران دریایی تشکیل شده است. این نیرو در کمپ پندلتون در ایالت کالیفرنیا مستقر است.
نیروی اول اعزامی تفنگداران دریایی بزرگترین نیرو از سه نیروی اعزامی در ناوگان تفنگداران دریایی است و اغلب به دلیل مشارکت و سهم مداوم آن در درگیری‌های مسلحانه بزرگ، به‌عنوان "نیروی جنگی" شناخته می‌شود. نیروی اول تفنگداران دریایی اعزامی در سال ۱۹۶۹ تشکیل شد.